# ジョン・マドックス賞
ジョン・マドックス賞（John Maddox Prize）は、公共の利益に関わる問題について健全な科学とエビデンスを広めるために、障害や敵意にさらされながらも貢献した個人に与えられる、2012年に始まった国際的な賞。ジョン・マドックスは2009年に死去した『ネイチャー』誌の元編集長であり、本賞は『ネイチャー』、コーン財団、センス・アバウト・サイエンスが共同で構想した。

## ジョン・マドックス
ジョン・マドックス（Sir John Royden Maddox）は、王立協会フェロー（FRS）。科学雑誌『ネイチャー』の編集長を合計22年務め、同誌を一流専門誌に育てた。熱意とたゆまぬ努力をもって科学を守り、困難な議論に関わり、他の人々もそこに加わるようインスピレーションを与えた人物である。書き手であり編集者としての長い人生を通じて、人々の態度と考え方を変え、科学の理解と認知を高めるために戦い続けた。
本賞は、マドックスが長年編集者を務めた科学誌『ネイチャー』と、王立協会での交流のあったマドックスの友人、ラルフ・コーン博士の設立した「コーン財団」（Kohn Foundation）、マドックスが2009年に他界するまで役員を務めた「センス・アバウト・サイエンス」の共催によるものである。ジョン・マドックスの娘・Bronwen Maddox は、本賞のパトロンである。
マドックスについて、友人で科学者のウォルター・グラッツァーはこう語っている。
マドックスは、科学的発見や技術の進歩における、ありとあらゆる新しいこと、刺激的なことについて、誤り、不誠実、偽物であると信じたことは恐れずに批判しながらも、精力的に書きつづけた。その仕事はユーモアと優雅さにあふれるものだったが、決して難しい議論から逃げることは無く、むしろそれを楽しんだ。彼の率直さは、時には敵を生み、しばしば上層部を怒らせたが、それよりももっと多くの仲間をもたらした。人々の態度や考え方を変え、社会が科学をより深く理解するよう戦い続けた。

## センス・アバウト・サイエンス
センス・アバウト・サイエンスはイングランドとウェールズで登録されている慈善団体で、所在地はロンドン。公益に資する科学的理解を広める活動を行っている。2002年に設立された。

## 授賞式
ジョン・マドックス賞の受賞者は『ネイチャー』に発表され、毎年、11月に授賞式が行われる。賞金は2000ポンド。

## 受賞者
2017年までの受賞者は以下の通りである。
- サイモン・ウェスリー[2]、方是民（筆名は方舟子（中国語版、英語版）[3]）（2012年）[4]

ウェスリーはロンドン大学キングス・カレッジ・ロンドン精神医学研究所心理医学科の教授（当時）で、ME（慢性疲労症候群）や湾岸戦争症候群の分野における意欲と、それによって自身や同僚に向けられた脅迫やハラスメントに対する勇気が認められた。
方は北京を拠点に活動するフリーランスの科学ジャーナリストとして、未証明の治療法をすすめる診療所を脅迫に屈せず追及し、エビデンスを探求する重要性を公衆に広めたことが認められた。
- デビッド・ナット（2013年）[5]

インペリアル・カレッジ・ロンドンの神経精神薬理学の教授で、エビデンスに基づく違法薬物の分類に影響を与えた知見と行動で知られる。2009年、英国政府の薬物政策を批判したことで、アラン・ジョンソン内務大臣によって、政府の薬物乱用諮問委員会（ACMD）委員長を解任された。それを懸念した科学者コミュニティは「独立した科学的助言の扱いに関する原則」を作成し、大臣規範の一部にも採用された。
- エミリー・ウィリングハム、ロバート・グリムズ（2014年）[6]

ウィリングハムはアメリカ人のフリーランスライターで、学校での銃撃事件から自宅出産、母乳信仰、ワクチンなどの問題にサイエンスを持ち込んだ。ワクチンと自閉症の因果関係を疑う記事に対する訴訟を起こされている。
グリムズは、原子力や気候変動、アイルランドにおける人工中絶などのなどの難しい問題について、敵意に遭いながらも書きつづけた。
- エツァート・エルンスト[7]、スーザン・ジェブ（2015年）[8]

エルンストはペニンシュラ医学校の名誉教授で、代替医療に対する科学的方法論の適応のため長年尽力したことで知られる。
ジェブはオックスフォード大学の栄養学と公衆衛生学の教授で、食料供給からダイエットまで栄養に関する幅広い問題に関して一般の理解を深めることに貢献した。
- エリザベス・ロフタス（2016年）[9]

17か国、72名の候補者の中から選出。カリフォルニア大学アーバイン校の認知心理学者で、人間の記憶に関する理解のパイオニアである。1970年代に「Misinformation effect (誤報効果)」を提唱した。誤報効果とは、ある出来事が起きた後に、その出来事に関する誤った情報に暴露されると、その出来事に関する記憶が歪められることである。ロフタスは、記憶の証言に関する専門家として数々の法廷にもち、記憶は信頼できないだけでなく、変わりやすいものであるという彼女の発見は、法律の歴史をも変えた。
- 村中璃子（2017年）[10]

ジャーナリスト、京都大学大学院医学研究科非常勤講師。25か国、100人以上の候補者の中から選出された。ヒトパピローマウイルス（HPV）ワクチンを公的に議論するにあたって、エビデンスに基づいた議論を擁護した業績を認められた。HPVワクチンは、子宮頸がん、およびその他のがんの予防の必須の手段として、科学界・医学界において認められ、WHOによっても支持されている。日本においては、そうした利点に不信を抱かせるような誤情報を与える運動が行われ、このワクチンの接種率が70％から1％にまで低落した。このワクチンの安全性のエビデンスを一般に向けて明らかにしようとする村中の活動は、訴訟によって彼女の発言を封じ、専門家としての地位を貶めようという企てにさらされながらも続けられてきた。村中は日本の家族だけでなく、世界の公衆衛生に対しても、エビデンスに基づく科学的な説明に触れることが保証されるよう、要望している。
2017年11月30日（GMT）に発表された。
- オリビエー・バーナード（英語: Olivier Bernard (pharmacist)）（2019年）

代替医療推進派が政府に働きかけた、がん患者に対する高用量ビタミンC注射の「承認・返還（approve and reimburse）」を求めるロビー活動に対し、エビデンスが無いとして立ち向かったことで、John Maddox Prize (early career award) for defending scienceを受賞。
薬剤師（Pharmacist）で、「Pharmafist（Le Pharmachien）」として知られるカナダの科学コミュニケーター。漫画を使って似非科学的な作り話（myth）に対抗している。Pharmafistブログ、Pharmachien本を執筆し、CBC/Radio-Canada（ICI Radio-Canada、ICI Explora）の番組「Les aventures du pharmachien」では、効果のない治療法や危険な治療法を告発している。